# 星進
星 進（ほし すすむ、1910年 - ）は、日本の造園家。国内外の庭園設計を数多く手がける。

## 経歴
戦前の旧制大学の日本大学芸術学部を卒業し、同大学の研究室勤務を経て、芸術学部で造園学担当講師を勤める。1940年、飯田事務所入所。飯田十基に師事。戦後同事務所でおもに海外での造園作品を担当。1960年から1961年にかけて、在オーストラリア日本国大使館公邸庭園の造園のために渡豪。1964年から1965年にかけてはニューヨーク世界法日本館造園を担当した。
独立後は三鷹市井の頭で星造園設計事務所を主宰。国内でも多数作庭を行っている。代表作に、談話室滝沢新宿駅西口店（1984年）、待季荘（友延邸）の庭（1989年）がある。

## 著書
- 庭のデザインと設計、池田書店、1975
- 雑木と山野草の庭、誠文堂新光社、1982
- 住宅と庭の接点構成―軒まわりの作庭手法、誠文堂新光社、1980
- 小さな庭づくり（星満と共著）、池田書店、1976